# WISE 1506+7027
WISE 1506+7027 (полн. WISEPC J150649.97+702736.0) — четвёртый ближайший к Солнцу коричневый карлик. Находится в созвездии Малая Медведица на расстоянии около 11 световых лет от Земли. Ближе него к Солнцу находятся два коричневых карлика системы Луман 16 (5,98 св. года) и одиночный коричневый карлик WISE 0855–0714 (7,2 св. года), а чуть дальше находятся одиночный коричневый карлик WISE 0350-5658 (12,1 св. года) и два коричневых карлика из тройной системы ε Индейца (12 св. лет).
WISE 1506+7027 был открыт в 2011 году Дж. Дэйви Киркпатриком на основе данных, полученных с инфракрасного телескопа WISE.